# Zone de secours Waasland

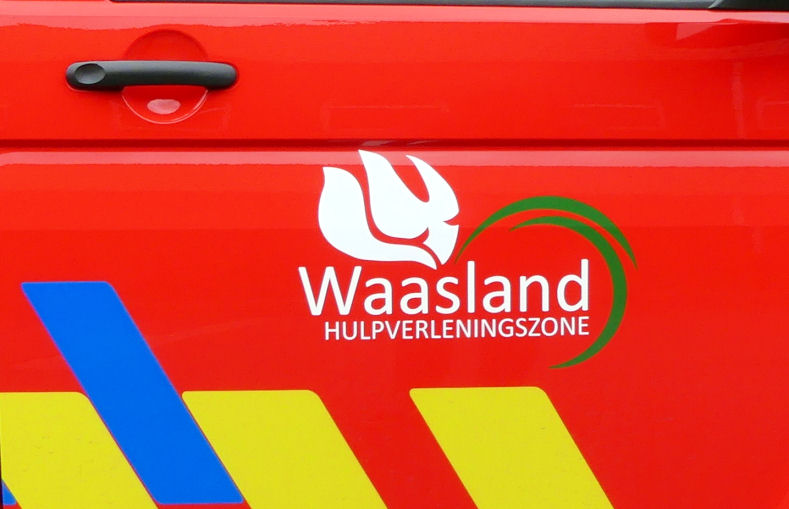
Logo de la zone de secours Waasland.

La zone de secours Waasland (du nom de la sous région du Waasland), en néerlandais Hulpverleningszone Waasland, est l'une des 34 zones de secours de Belgique et l'une des six zones de la province de Flandre-Orientale.

## Caractéristiques

### Communes protégées
La zone de secours  couvre les 7 communes suivantes: 
Beveren, Kruibeke, Sint-Gillis-Waas, Saint-Nicolas, Stekene, Tamise et Waasmunster.

## Casernes

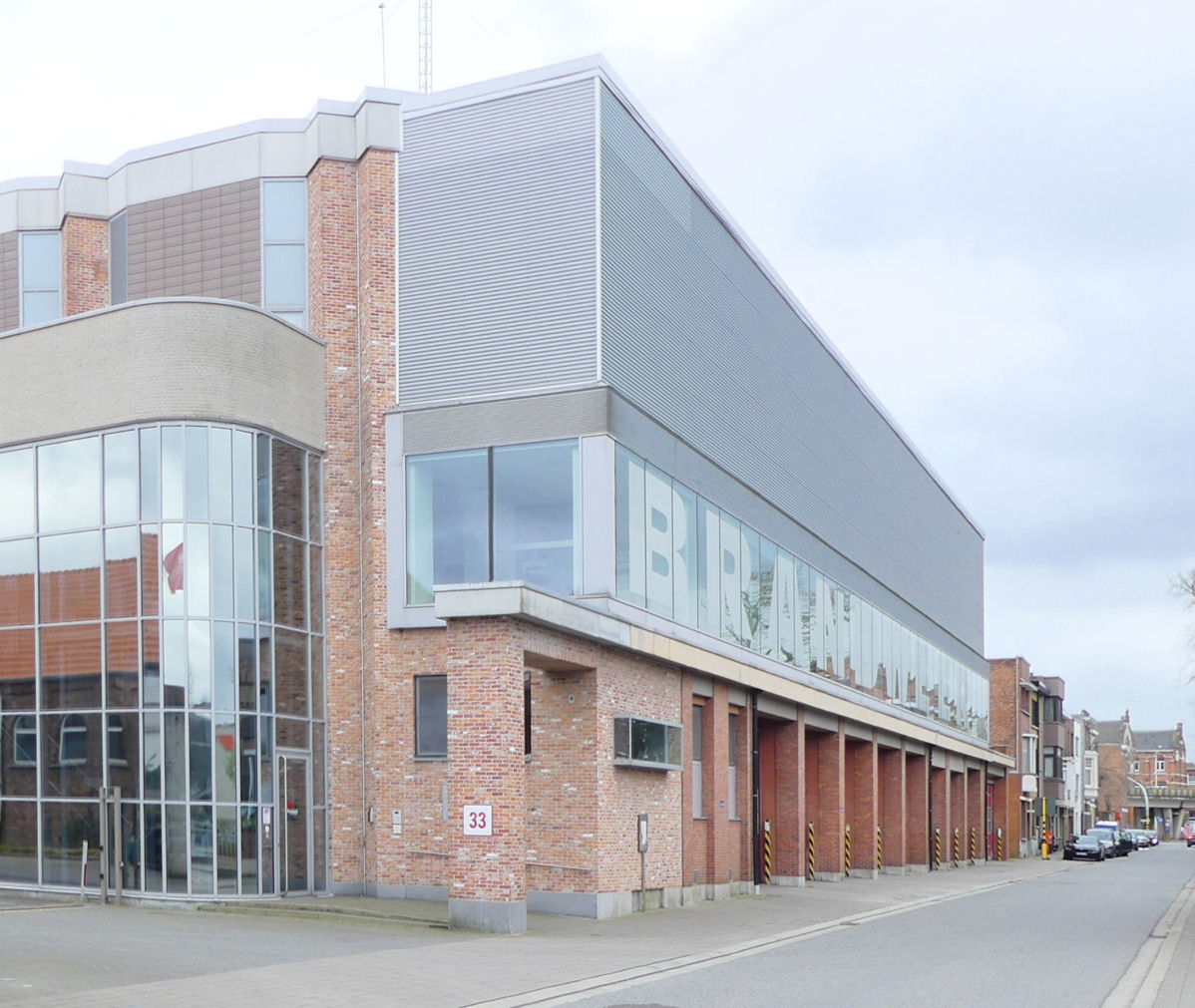
La caserne de Saint-Nicolas.

Voir aussi: Liste des services d'incendie belges

### Textes de loi
- Loi du 15 mai 2007 concernant la réforme de la sécurité civile belge[3].

- Arrêté Royal du 2 février 2009 déterminant la délimitation territoriale des zones de secours (Moniteur belge du 17 février 2009).